# Allium chiwui
Allium chiwui — вид рослин з родини амарилісових (Amaryllidaceae); ендемік китайської провінції Хебей.

## Опис
Цибулина поодинока або скупчена, майже циліндрична, діаметром 0.7–1.3 см, прикріплена до горизонтального, кремезного кореневища; оболонка сірувато-чорна, іноді з відтінком пурпурового. Листки лінійні, від коротших до майже рівних стеблині, завширшки 2–5 мм, плоскі, гладкі, верхівки тупі. Стеблина 13–30 см, циліндрична, 2-кутова, вкрита листовими піхвами лише в основі. Зонтик півсферичний, густо-багатоквітковий. Оцвітина від білої до жовтої; зовнішні сегменти яйцюваті, човноподібні, 4–6 × 2–2.5 мм; внутрішні яйцювато-довгасті, 4.5–7 × 2.2–2.9 мм. Період цвітіння: липень.

## Поширення
Ендемік Китаю — провінції Хебей.
Населяє схили; 2100–2500 м.